# O Máximo em Samba
O Máximo em Samba é o oitavo álbum de estúdio da cantora e compositora brasileira Elza Soares, lançado em 1967 pela Odeon, com produção musical de Lyrio Panicali.

## Antecedentes
Em 1966, Elza Soares lançou o álbum Com a Bola Branca, que se destacou pelas músicas "Estatutos de Gafieira" e "Deixa a Nega Gingar". Ainda pela Odeon, ela continuaria a sua carreira com novo álbum no ano seguinte.

## Gravação
Assim como os antecessores, O Máximo em Samba foi produzido pelo maestro Lyrio Panicali e com direção artística de Milton Miranda, além de orquestrações do trombonista Nelsinho. No entanto, o trabalho também contou com coprodução de Jorge Santos. O repertório traz composições de Noel Rosa, Haroldo Lobo, Ataulfo Alves, Ary Barroso e outros.

## Lançamento e legado
O Máximo em Samba foi lançado em 1967 pela Odeon em vinil. O projeto teve, como single, "O Mundo Encantado de Monteiro Lobato", e também como destaque a gravação de "Conversa de Botequim", de Noel Rosa.
Em 2003, o álbum foi relançado pela primeira vez em CD pela caixa de coleção Negra, com reedição de Marcelo Fróes, com a inclusão de 4 faixas bônus, singles avulsos da época.
A edição digital do álbum foi lançada nas plataformas digitais em 2018.

## Faixas
A seguir lista-se as faixas de O Máximo em Samba:
Lado A
1. "O Mundo Encantado de Monteiro Lobato" (Darcy da Mangueira/Batista da Mangueira/Luis)
2. "Conversa de Botequim" (Noel Rosa/Vadico)
3. "Tristeza" (Haroldo Lobo/Niltinho Tristeza)
4. "Agora É Cinza" (Alcebíades Barcelos "Bide"/Armando Marçal "Marçal")
5. "Louco (Ela É Seu Mundo)" (Wilson Batista/Henrique de Almeida)
6. "O Orvalho Vem Caindo" (Noel Rosa/Kid Pepe)

Lado B
1. "Atire a Primeira Pedra" (Ataulfo Alves/Mário Lago)
2. "Devagar Com a Louça" (Haroldo Barbosa/Luiz Reis)
3. "Vem Morar Comigo" (Aldacir Louro/Edu Rocha/Fernando Martins)
4. "Você Não Tem Palavra" (Ataulfo Alves/Newton Teixeira)
5. "Leva Meu Samba" (Ataulfo Alves)
6. "Pra Machucar Meu Coração" (Ary Barroso)